# 태풍 피토 (2013년)
태풍 피토(영어: Typhoon Fitow)는 2013년 9월 30일부터 10월 7일까지 활동하였고, 최저기압 955hPa를 기록한 2013년의 23호 태풍이다. 대만, 중국, 일본에 영향을 주었다. 피토는 미크로네시아 연방에서 제출하였으며, 아름답고 향긋한 꽃을 의미한다.

## 태풍의 진행

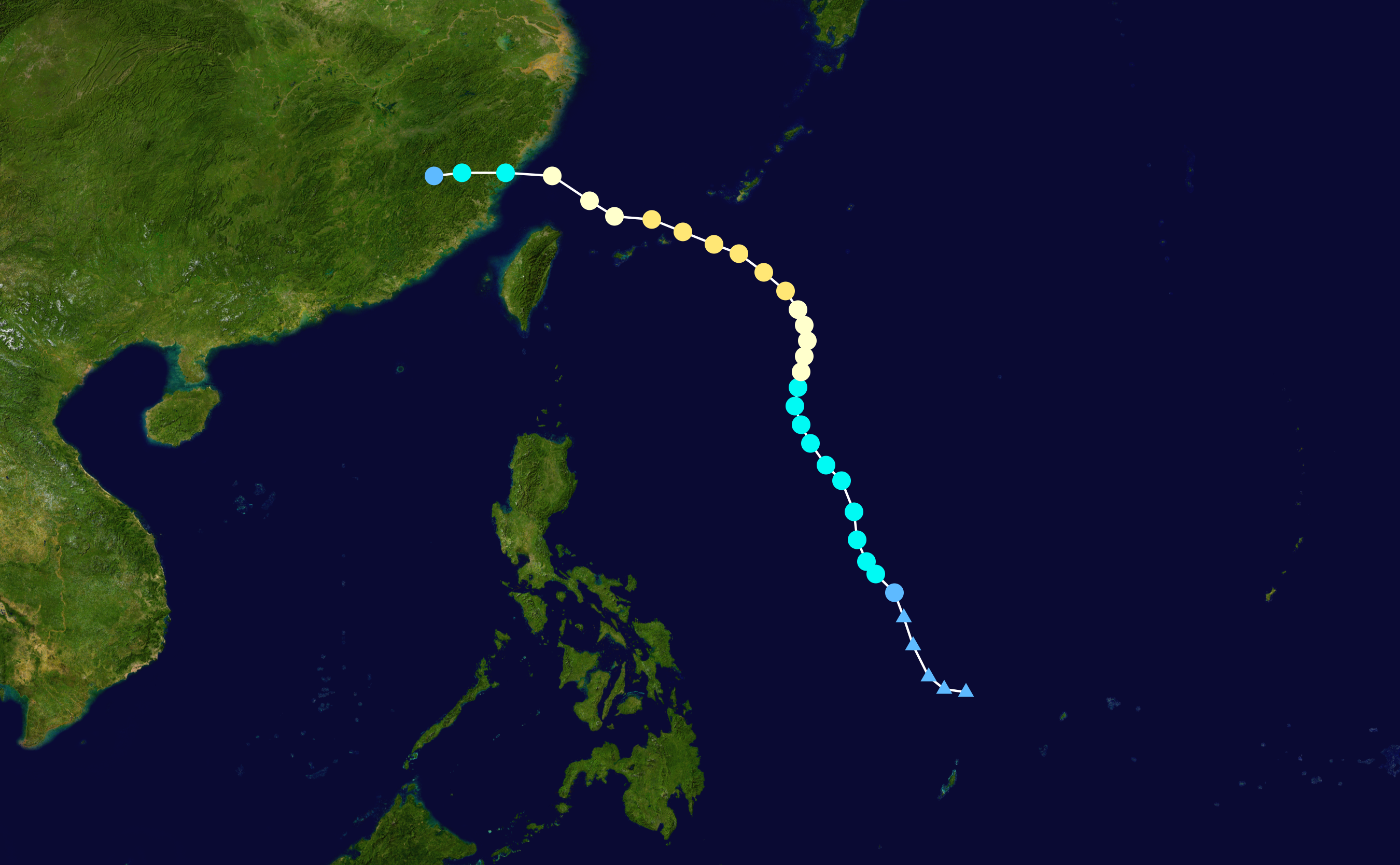
태풍 피토의 이동 경로

태풍 피토는 9월 30일 오후 9시에 중심기압 1000hPa, 최대풍속 18 m/s, 강풍 반경 330 km(남쪽 반경), 크기 '중형'의 열대폭풍으로 필리핀 마닐라 동쪽 약 1,230 km 부근 해상에서 발생하였다.(일본 기상청 태풍정보 기준) 발생 이후 북~서북서진하면서 발달하였고, 10월 5일 오후 3시에 일본 오키나와 남남서쪽 약 190 km 부근 해상에서 중심기압 960hPa, 최대풍속 39 m/s, 강풍 반경 440 km(북서쪽 반경)의 세력 '강', 크기 '중형'의 태풍으로 최성기를 맞이하였다.(일본 기상청 태풍정보 기준) 최성기 이후 서서히 약화되었고, 10월 7일 0시 15분경에 중국 푸젠 성 푸딩 시 샤청 정 연안에 중심기압 975hPa, 최대풍속 33 m/s(일본 기상청 태풍정보 기준)의 세력으로 상륙하였다. 중국 푸젠 성 상륙 이후 급속하게 약화되었고, 10월 7일 오후 3시에 중국 푸저우 서북서쪽 약 210 km 부근 육상에서 중심기압 1000hPa의 열대저압부로 소멸하였다.

## 피해
태풍 피토로 인해 중국에서는 300만명의 이재민이 발생하고 2명이 목숨을 잃는 사건이 있었고, 일본 오키나와에서는 일부 지역이 정전 피해를 입었다.

## 제명
2014년 WMO 태풍 위원회에서 '피토(FITOW)'를 열대 저기압 이름의 목록에서 제명한다고 선언하고 피토를 대채할 이름은 '문(Mun)'을 쓰기로 하였다.

## 같이 보기
- 2013년 태풍